# Журу
Журу (порт. Juru) — муниципалитет в Бразилии, входит в штат Параиба. Составная часть мезорегиона Сертан штата Параиба. Входит в экономико-статистический микрорегион Серра-ду-Тейшейра. Население составляет 9692 человека на 2006 год. Занимает площадь 403,276 км². Плотность населения — 24,0 чел./км².
Праздник города — 21 декабря. 

## История
Город основан в 1961 году.

## Статистика
- Валовой внутренний продукт на 2003 год составляет 26 844 557,00 реалов (данные: Бразильский институт географии и статистики).
- Валовой внутренний продукт на душу населения на 2003 год составляет 2724,23 реалов (данные: Бразильский институт географии и статистики).
- Индекс развития человеческого потенциала на 2000 год составляет 0,561 (данные: Программа развития ООН).